# Sikasso
Sikasso est une ville et une commune urbaine malienne, chef-lieu du cercle et de la région de Sikasso, deuxième ville du Mali par le nombre d'habitants  après Bamako. Outre sa fonction administrative, la ville est un centre commercial, logistique et industriel lié aux productions agricoles de son arrière-pays, en particulier le coton. Ces productions profitent d'un climat tropical de savane.

## Géographie
Elle se situe au sud du pays à proximité des frontières burkinabée et ivoirienne.

### Situation
Sikasso est construite autour du mamelon de Sikasso, une butte artificielle où siégeaient les rois de Sikasso. La ville s'étage entre 340 m et 420 m d'altitude sur une colline qui domine la vallée du Lotio, sous-affluent du Bani (par le Bafini et le Bagoé). À 30 km au sud, les montagnes culminent à 759 m,.
Les communes limitrophes sont, au nord-ouest : Pimperna, au nord : Diomaténé, au nord--est : Zangaradougou et Danderesso, à l'est et au sud : Koboïla, au sud-ouest : Sokourani-Missirikoro et Missirokoro enfin à l'ouest : Natien.
|                                    | Diomaténé | Zangaradougou, Danderesso |
| Natien                             | Sikasso   | Koboïla                   |
| Sokourani-Missirikoro, Missirokoro | Koboïla   |                           |

### Climat

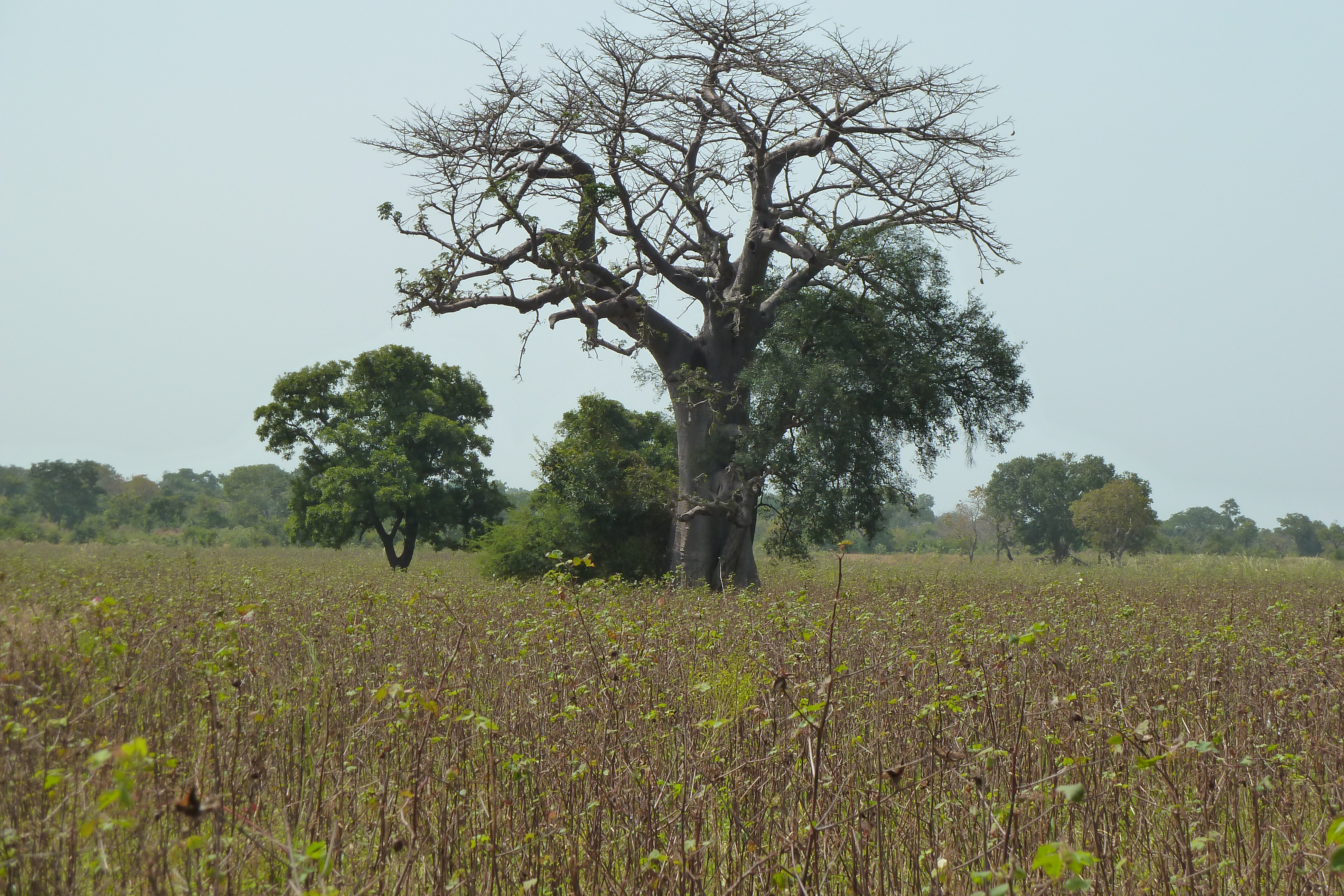
Paysage de riziculture aux environs de Sikasso.

Sikasso bénéficie d’un climat tropical de savane avec une saison sèche en hiver et une saison humide en été. Il est classé Aw dans la classification de Köppen. Les précipitations sont très abondantes durant la saison des pluies de mai à octobre pouvant dépasser les 300 mm. À l'inverse, en hiver les pluies sont faibles ou inexistantes, particulièrement de décembre à février. Durant ces quatre mois, les températures moyennes peuvent descendre sous les 25°C avec un rafraichissement nocturne marqué. Les quatre mois suivants sont à l'inverse les plus chauds avec des températures moyennes avoisinant les 30°C. Avec l'entrée dans la saison des pluies, en juin, les températures moyennes baissent pour se rapprocher de 25°C. Les vents ont un caractère saisonnier très marqué. En hiver, pendant la saison sèche, ils viennent du nord et de l'est alors qu'en été durant la saison des pluies les vents proviennent du sud et de l'ouest ,.
Avec son cumul pluviométrique annuel important, dépassant 1 m, ce climat permet une production agricole abondante. Les fruits et légumes sont disponibles toute l’année et l'autosuffisance alimentaire est assurée à la différence du reste du Mali.
| Mois                                | jan.  | fév. | mars  | avril | mai   | juin  | jui.  | août  | sep.  | oct.  | nov.  | déc.  | année   |
| ----------------------------------- | ----- | ---- | ----- | ----- | ----- | ----- | ----- | ----- | ----- | ----- | ----- | ----- | ------- |
| Température minimale moyenne (°C)   | 17    | 20,1 | 24,9  | 26    | 24,3  | 22,9  | 21,8  | 21,5  | 21,2  | 22,6  | 20,6  | 17,5  | 21,7    |
| Température moyenne (°C)            | 25,6  | 28,7 | 31,1  | 31,6  | 30,3  | 28,3  | 26,6  | 26    | 26,5  | 27,9  | 27,5  | 25,7  | 28      |
| Température maximale moyenne (°C)   | 30,2  | 32,9 | 37,5  | 37,1  | 34,2  | 31,8  | 30,6  | 28,7  | 31    | 32,1  | 34,5  | 32    | 32,7    |
| Ensoleillement (h)                  | 240,1 | 208  | 212,4 | 179   | 207,1 | 216   | 179,9 | 163,8 | 154,6 | 211,9 | 250,9 | 234,5 | 2 458,2 |
| Précipitations (mm)                 | 6,4   | 9,4  | 13,5  | 48,6  | 99,4  | 137,4 | 229,5 | 280,1 | 226,5 | 83,9  | 12,3  | 0     | 1 147   |
| Nombre de jours avec précipitations | 2     | 1,5  | 2,3   | 5,8   | 8,6   | 10,9  | 14,4  | 16,3  | 15,5  | 8,4   | 1,8   | 0     | 87,5    |

## Histoire

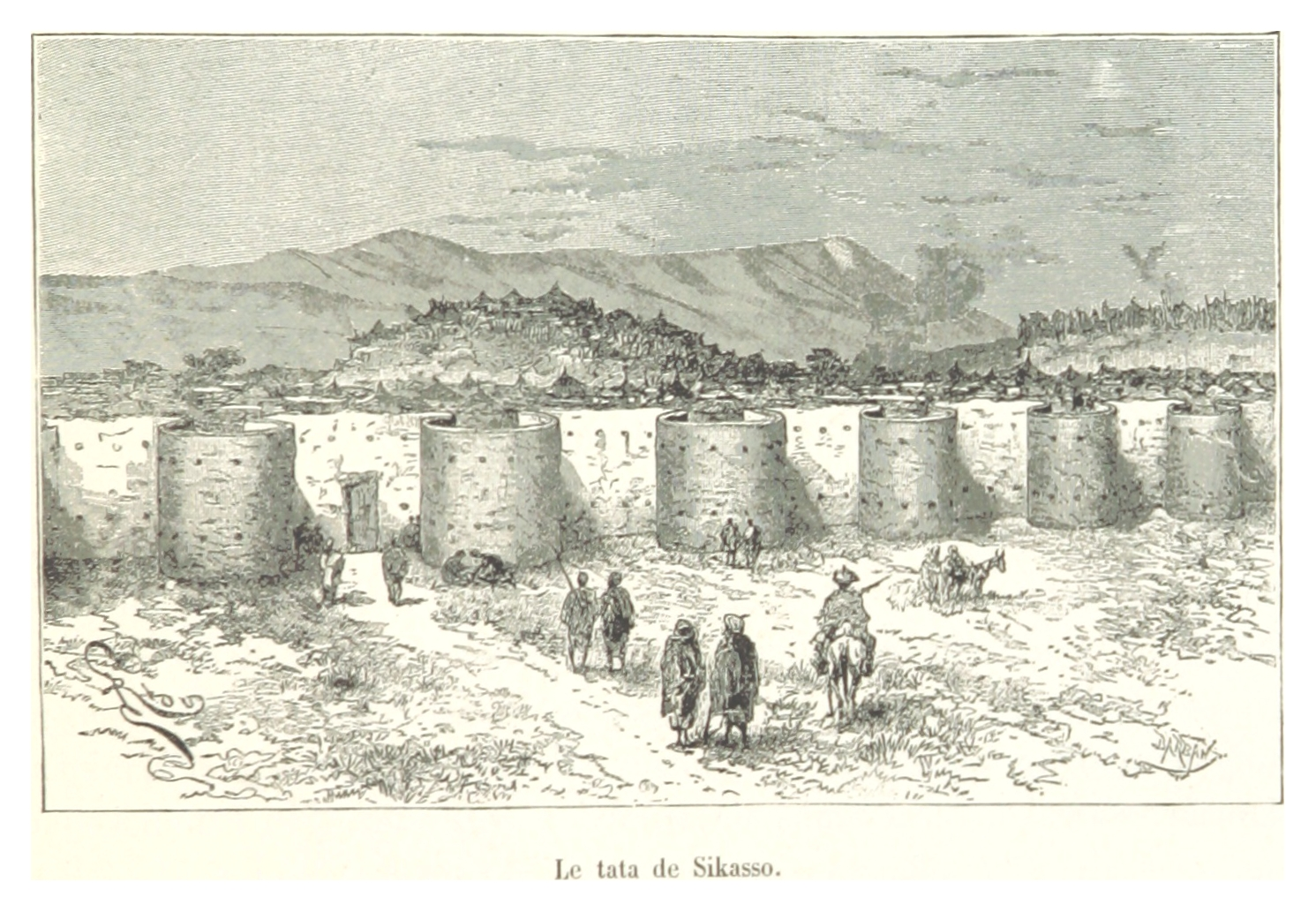
Le tata de Sikasso, illustration de Édouard Riou publié dans Du Niger au golfe de Guinée, Hachette, 1892, de L.G Binger, p. 95.

La ville de Sikasso a été fondée au début du XIXe siècle par Mansa Daoula Traoré. Elle fut la capitale du royaume du Kénédougou. La cité s'urbanise à la fin du XIXe siècle à l'apogée du royaume de Kénédougou dirigé par une dynastie Dioula : les Traoré, mais peuplé surtout de Sénoufos. Elle devient la capitale du royaume de Kénédougou vers 1870. 
Un tata (muraille défensive) y fut construit par Tiéba Traoré, roi du Kénédougou, afin de protéger la ville contre les attaques de Samory Touré puis celles des troupes coloniales françaises. Louis-Gustave Binger rencontre Samory à Sikasso le 26 septembre 1887. Il laisse une longue description du tata de Sikasso. Le tata a été agrandi et renforcé par Babemba Traoré. Cet édifice est menacé de disparition en raison de la pression du développement de la ville. Le Conseil des ministres du 18 mars 2009 a adopté un projet de décret portant classement du Tata de Sikasso et éléments associés dans le patrimoine culturel national.
En avril 1898, le colonel Maxime Audéoud prend prétexte du refus de Babemba Traoré, successeur de Tiéba, à l'établissement d'une garnison française pour attaquer la ville. Les trois enceintes du Tata ont résisté à Samory mais pas aux obus modernes et malgré les violentes contre-attaques des défenseurs, la ville est prise au terme de deux jours de siège, le 1er mai 1898 et mise à sac.
Dans les années 1950, dans le cadre de l'AOF et du Soudan français, les institutions municipales sont mises en place. Le 17 février 1954, par un premier arrêté, la ville est érigée en commune mixte . Le 22 mai 1956, par un second arrêté elle devient une commune de moyen exercice. Puis par un troisième arrêté, du 30 décembre 1959, elle devient une commune de plein exercice dans le cadre de la loi française du 18 novembre 1955. Elle est alors dirigée par un conseil municipal élu par un collège unique dirigé par un maire élu en son sein. En 1960, à l'indépendance de la République soudanaise, la commune est maintenue avec une tutelle de l'état qui doit approuver budget et arrêtés municipaux. Le 4 novembre 1996, dans le cadre des lois maliennes de décentralisation, Sikasso est érigée en commune urbaine, disposant de libertés et de compétances accrues. Son territoire est redéfini, incorporant plusieurs villages voisins ,,.

## Transports
Route trans-sahélienne Dakar (Sénégal) - N'Djamena (Tchad)  passe par Sikasso. La cité est un carrefour routier entre la Côte d’Ivoire et les pays enclavés : Burkina Faso et Mali. La ville est située à 370 km au sud-est de Bamako par la route nationale 7 et à 300 km au sud de Ségou par la route nationale 6. La frontière du Burkina Faso est à 45 km par la route nationale 10 en direction de l'est et celle de la Côte d'Ivoire est à 100 km au sud par la route nationale 7. Sikasso est ainsi un nœud routier qui relie la capitale du Mali et le centre du pays au port ivoirien d'Abidjan. La ville dispose d'une importante gare routière à Sanoubougou,
La ville de Sikasso dispose d'un aéroport : Sikasso Dignagan non desservi par des lignes régulières. Une quinzaine de compagnies opèrent des lignes de bus interurbains entre Sikasso et Bamako,.

## Sites naturels ou historiques de la région

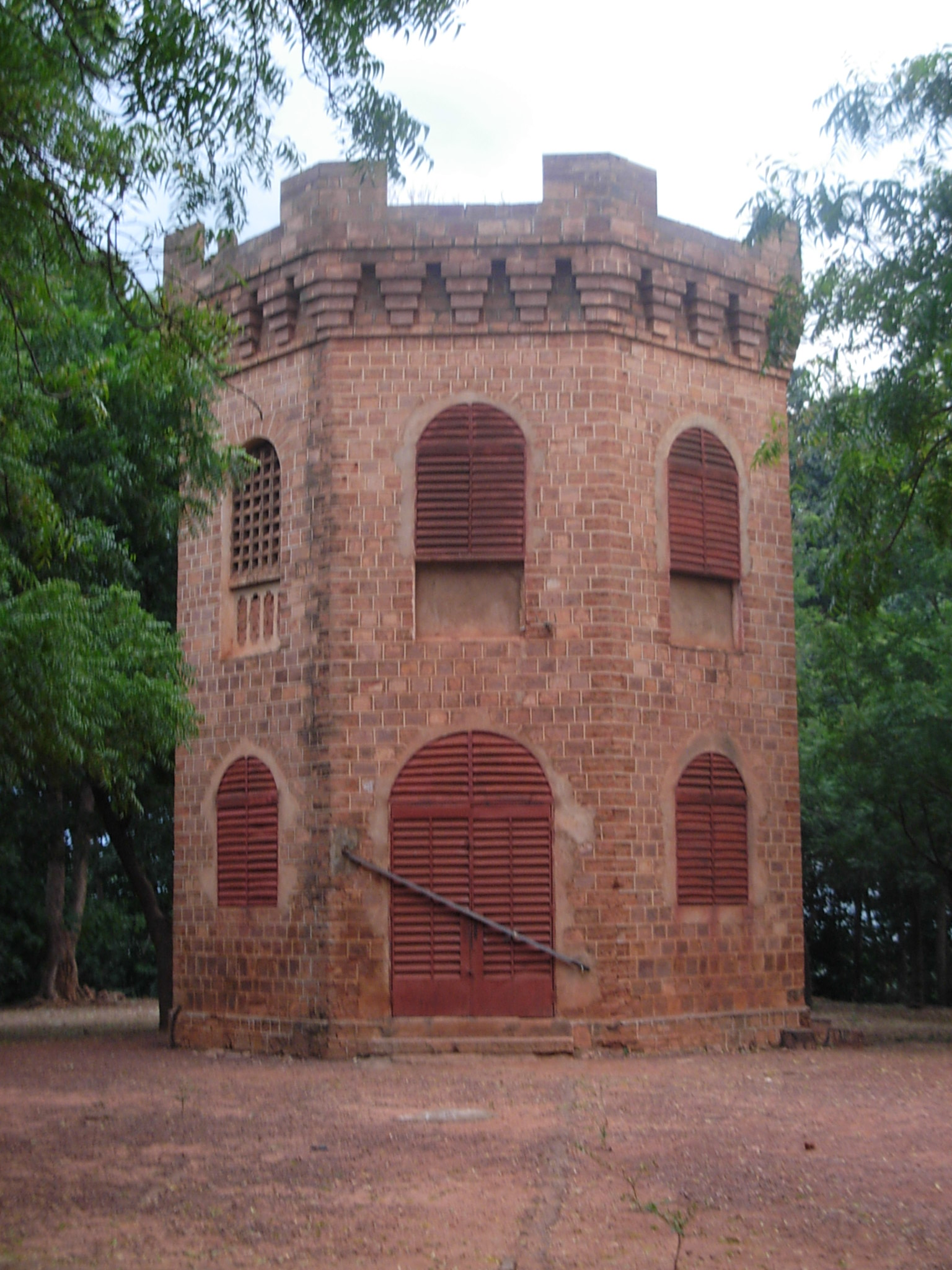
Tour d'observation sur la colline du Mamelon, Sikasso.

- Les ruines du légendaire tata de Sikasso construit au XIXe siècle. par le roi Tiéba Traoré et Babemba Traoré. Le Tata de Sikasso est une imposante muraille en terre construite pour défendre la ville contre les agresseurs. La toute dernière enceinte avait un périmètre de 9,5 km; une épaisseur de 6 mètres à la base et 2 mètres au sommet et d'une hauteur variant de 4 à 6 mètres et comptait 5 grandes portes verrouillées. Grâce au Tata, Sikasso résista longtemps aux troupes de Samory Touré et à l'assaut de l'armée coloniale française.
- Les grottes de Missirikoro à 13 km.
- Les chutes de Farako à 20 km.
- Le palais des rois du Kenedougou.

## Administration

### Municipalité
La gestion de la commune est confiée au conseil communal, assemblée délibérative de 41 membres, élue au suffrage universel. Ce conseil élit en son sein le bureau communal composé du maire et de 5 adjoints. Ce second organe constitue le pouvoir exécutif communal.
| Année | Maire élu           | Parti politique   |
| ----- | ------------------- | ----------------- |
| 197?  | Aguibou Berthé      | UDPM              |
| 1992  | Mamadou Moussa Koné | US-RDA            |
| 1999  | Mamadou Tangara     | Adéma             |
| 2004  | Mama Sylla          | Mouvement citoyen |
| 2009  | Mamadou Tangara     | Adéma-Pasj        |
| 2016  | Kalifa Sanogo       | Adéma-Pasj        |

### Région et cercle
Sikasso est la capitale de la région de Sikasso, l'une des dix régions administratives du Mali, couvrant le sud du Mali. La cité est aussi le chef-lieu du cercle de Sikasso, l'un des sept cercles de la région. Ce cercle regroupe les communes de Benkadi, Blendio, Dandéresso, Dembella, Dialakoro, Diomaténé, Dogoni, Doumanaba, Fama, Farakala, Finkolo Ganadougou, Finkolo-Sikasso, Gongasso, Kabarasso, Kaboila, Kafouzela, Kapala, Kapolondougou, Kignan, Klela, Kofan, Kolokoba, Koumankou, Kouoro, Kourouma, Lobougoula, Miniko, Miria, Missirikoro, N Tjikouna, Natien, Niéna, Nongo-Souala, Pimperna, Sanzana, Sikasso, Soukourani-Missirikoro, Tella, Tiankadi, Waténi, Zanferebougou, Zangaradougou et Zanièna.

### Jumelage
- Brive-la-Gaillarde (France).

## Démographie
La ville depuis sa fondation à la fin du XIXième siècle a connu une croissance démographique exponentielle, deuxième ville du Mali, elle dépasse le seuil des 100 000 habitants lors du recensement de 1998, au dernier recensement de 2009 elle compte plus de 226 000 habitants. En 2023, la population est estimée officiellement à 347 732 habitants,,. 
| 1887  | 1891  | 1952   | 1961   | 1976   | 1987   | 1998    | 2009    | 2023    |
| ----- | ----- | ------ | ------ | ------ | ------ | ------- | ------- | ------- |
| 5 000 | 9 000 | 15 000 | 19 000 | 46 503 | 73 859 | 134 774 | 226 618 | 347 732 |

## Économie

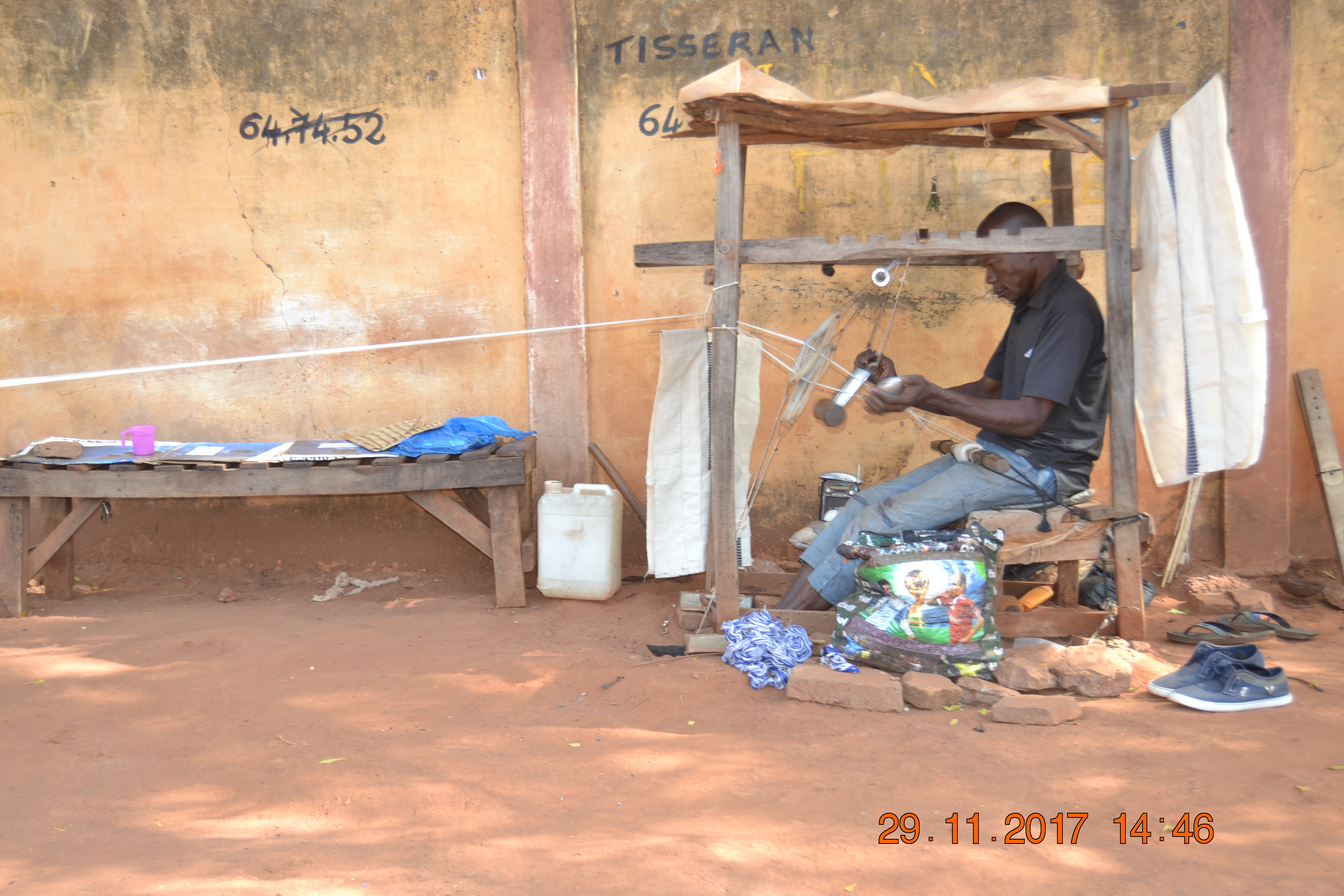
Tisserand travaillant dans son atelier de rue en 2017

Sikasso est un important marché agricole pour son hinterland constitué des cercles de Sikasso et de Kadiolo. La principale production de l'arrière-pays est le coton, viennent ensuite les céréales : maïs, sorgo, mil et riz ; les légumes et tubercules : pomme de terre, igname, patate douce et niébé. Les fruits complètent la production : mangue, orange, mandarine, banane et goyave. En outre les forêts fournissent le bois ainsi que les graines de karité et de néré.
La ville redistribue ses productions pour sa consommation propre ou pour être réexportée vers Bamako ou la Côte-d'Ivoire. Les unités de transformation sont dominées par la filière du coton qui comprend deux usines d'égrenage du coton, des huileries et des savonneries. Depuis 2014, Sikasso dispose d'entrepôts frigorifiques (en froid positif) pour la mangue et la pomme de terre et depuis 2007 d'une unité de séchage de la mangue. Les céréales sont transformées par des boulangeries et des moulins artisanaux. La ville dispose d'un abattoir régional rénové en 2018,,,,.
En janvier 2001 l'agence auxiliaire de la Banque centrale des États de l'Afrique de l'Ouest a ouvert sa succursale afin de donner un élan à l'économie de cette ville stratégique. Elle a été inaugurée deux mois plus tard par le président de la République Alpha Oumar Konaré et le gouverneur de l'institution, Charles Konan Banny.

## Culture
Sikasso accueille depuis le milieu des années 1990 des festivals de musique : d'abord le FEBASI (Festival International du Balafon) auquel succède à partir de 2004 le festival du Triangle du balafon, tous deux consacrés au balafon : instrument de musique traditionnel à percussion. Ces festivals tendent à se dérouler chaque année, mais avec des interruptions. Ils réunissent des musiciens maliens et des pays voisins, tout particulièrement : Burkina-Faso, Côte-d'Ivoire, autour du balafon et de la culture Sénoufo. Le festival Nangnerki prend le relai depuis 2020.
La ville dispose de deux musées consacrés à la culture régionale : le musée régional de Sikasso ouvert en 2011 et le Centre de recherche pour la sauvegarde et la promotion de la culture sénoufo, créé en 2005 par le père Emilio Escudero Yangüela. Le premier est une institution publique tandis que la seconde est privée. Ces musées présentent l'artisanat traditionnel : utilitaire (objets domestiques, mobilier, armes), symbolique (statuettes, masques) et les instruments de musique traditionnels. Ils disposent de plus de fonds photographique, audio et vidéo,.
La construction d’un musée du balafon est prévue à Sikasso, à Bougoula-Hameau.

## Média
De nombreuses radios locales émettent sur la bande de modulation de fréquence et en diffusion par internet. Parmi celles-ci, on peut citer :
- Radio Bende Sikasso, 99,5 MHz ; généraliste : informations, débats, sport ;
- Radio Cinporogo, 88,7 MHz ; musique ;
- Radio Dambe, 92,5 Mhz ; informations ;
- Radio Dounia, 105,4 MHz ; musique africaine ;
- Radio Kéné, 100,0 MHz ; informations ;
- Radio Mamelon FM, 99,0 MHz ; généraliste : informations, musique africaine, sport ;
- Radio Nour FM, 97,7 MHz ; musique africaine, débats[36].

Leur diffusion (pour radio Kéné, radio Mamelon et radio Bendé) s'étend dans un rayon de 80 à 95 km autour de Sikasso.

## Sport
Sikasso dispose d'un stade de 15 000 places construit pour la coupe des nations de football de 2002 : le stade Babemba-Traoré. La ville possède plusieurs associations sportives qui comportent des sections footballistiques de rang national dont l'Association sportive Douanes de Sikasso, le Stade malien de Sikasso et l'Association sportive Tata national pour les plus importantes.

## Lieux de culte
Parmi les lieux de culte, il y a principalement des mosquées musulmanes . Il y a aussi des églises et des temples chrétiens : diocèse de Sikasso (Église catholique), Église chrétienne évangélique du Mali (Union mondiale de l'Alliance), Assemblées de Dieu.

## Personnalités liées à la ville
- Youssouf Sogodogo, (1955- ), photographe, né à Sikasso.
- Me Abdoul Wahab Berthé, (1953-2024), avocat, docteur en droit, homme politique, ministre du Travail et de la Fonction publique du président Amadou Toumani Touré jusqu'au 22 mars 2012, né à Sikasso.
- Daouda Aly Coulibaly, (1980- ) homme d'affaires et patron de médias, né à Sikasso. Il est notamment fondateur du site d'information Malijet.com et président-directeur général de SAMA Money S.A, société spécialisée dans le transfert d'argent et le paiement mobile en Afrique.
- Chouaïdou Traoré, (1967-2015), journaliste et homme de presse : fondateur, rédacteur en chef puis directeur de l'Aurore (1989-1992), puis de Nouvel Horizon en 1992, du Soir de Bamako en 1996 et enfin d'Aube d'Afrique (2016) à titre posthume ; correspondant de presse à Washington D.C. (1994-1996) puis consul général du Mali à Djeddah (2003-2010) ainsi que membre fondateur de l’ASSIPREP puis de l’ASSEP.
- Daouda Traoré (1987- ), artiste peintre et enseignant en arts plastiques au lycée public de Sikasso[41],[42].